# 75 mm horský kanón Škoda vz. 28
A 75 mm horský kanón Škoda vz. 28 (75 mm M.28) egy hegyi löveg volt, melyet a csehszlovák Škoda gyártott és exportált Jugoszláviának. A 75 mm horský kanón Škoda vz. 15 modernizált változata volt. A lövegnek egy jellegzetes 75 mm-es lövegcsöve volt; habár egy 90 mm-es lövegcsövet is be lehetett szerelni. A Wehrmacht által zsákmányolt lövegek jelölése a 7,5 Gebirgskanone 28 (in Einheitslafette mit 9 cm Gebirgshaubitze) vagy 7,5 cm Gebirgskanone 285(j) volt. A kezelőszemélyzetet lövegpajzs védte a kézifegyverek lövedékeitől.

## Források

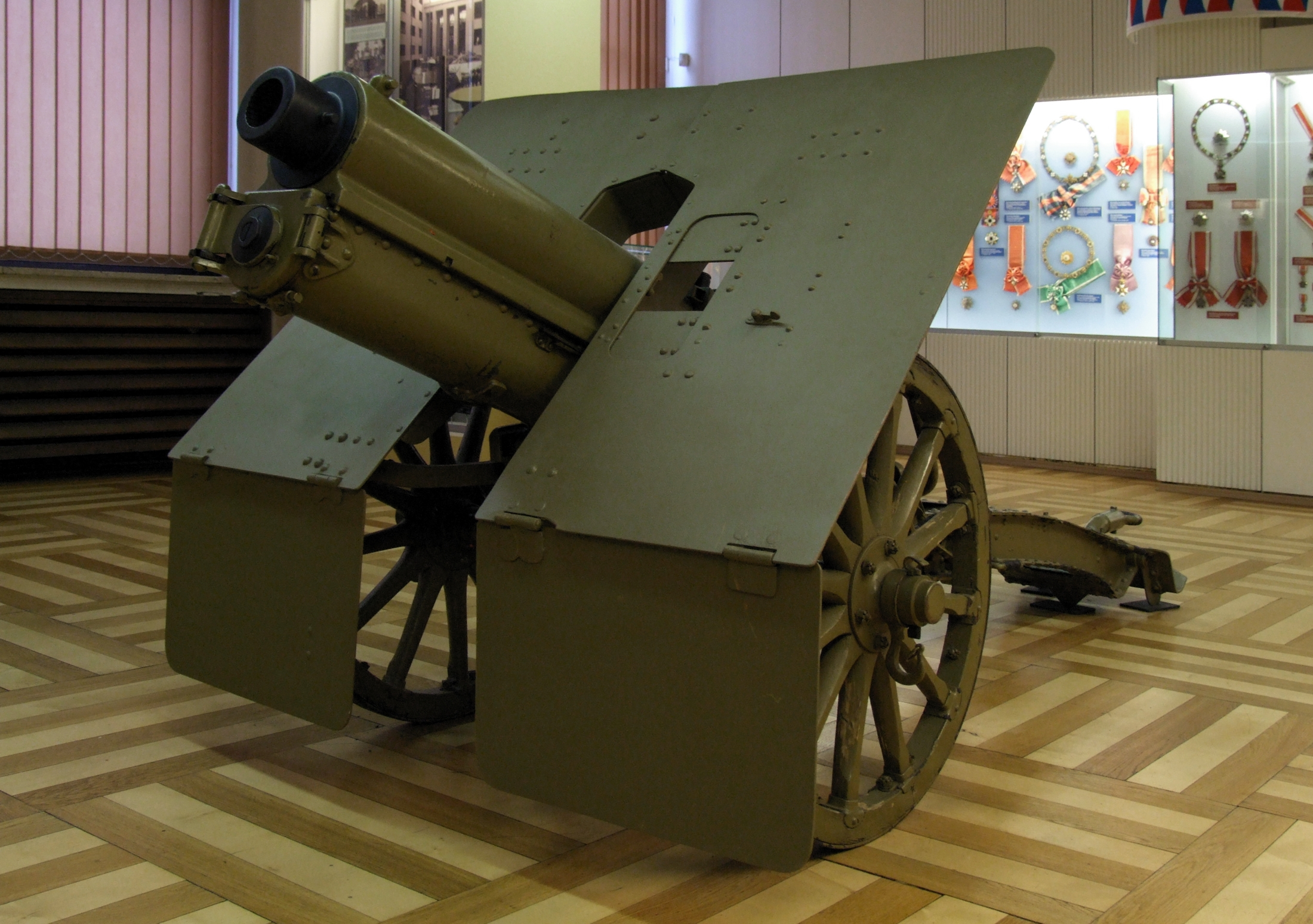

### Fordítás
- Ez a szócikk részben vagy egészben  a   Skoda 75 mm Model 1928 című angol Wikipédia-szócikk ezen változatának fordításán alapul.  Az eredeti cikk szerkesztőit annak laptörténete sorolja fel. Ez a jelzés csupán a megfogalmazás eredetét és a szerzői jogokat jelzi, nem szolgál a cikkben szereplő információk forrásmegjelöléseként.